# Spalax istricus
Spalax istricus (сліпак олтський) — вид мишоподібних ссавців з родини сліпакових (Spalacidae).

## Таксономічні примітки
Spalax istricus раніше був зазначений як підвид S. graecus, але з тих пір був визнаний окремим видом завдяки молекулярній генетиці та детальним морфологічним дослідженням.

## Середовище проживання
Ендемік Румунії. Типовий екземпляр здобуто в Бирзі, Олт, Румунія.
Цей вид ніколи не вивчався, але, можливо, схожий на Spalax antiquus. Вид відмічено з територій, укритих степовими й лісостеповими луками.

## Загрози й охорона
Історично склалося так, що сліпаки (Nannospalax і Spalax) вважали шкідниками сільського господарства. Вид не має правової охорони на європейському рівні. Інтенсифікація сільського господарства та перетворення його середовища проживання на розорані поля становить загрозу для цього виду. Немає прямих заходів щодо збереження цього виду.